# Test de Schirmer

Test de Schirmer, colocación de la tira en el fondo del saco palpebral inferior.

El  test de Schirmer  determina si el ojo produce suficientes lágrimas para mantenerse húmedo. Esta prueba se lleva a cabo cuando una persona presenta ojos muy resecos o un lagrimeo excesivo. No supone ningún riesgo para el sujeto. Un resultado normal de la prueba (resultado negativo), suele dar una longitud de más de 10 mm de humedad en el papel de filtro en cinco minutos. Ambos ojos normalmente secretan la misma cantidad de lágrimas.
Recibe el nombre en honor del oftalmólogo Otto Schirmer, quien lo ideó.

## Procedimiento de la prueba
La prueba de Schirmer utiliza tiras de papel insertadas en el ojo durante unos minutos para medir la producción de lágrimas. El procedimiento puede variar ligeramente en algunas pruebas. Ambos ojos se examinan al mismo tiempo. Muy a menudo, esta prueba consiste en colocar una pequeña tira de papel de filtro en el interior del párpado inferior (saco conjuntival). Entonces hay que cerrar los ojos durante 5 minutos. El papel se retira y se mide la longitud de la parte húmeda. A veces se coloca un anestésico en el ojo antes de introducir el papel de filtro para prevenir lagrimeo causado por la irritación del papel. El uso del anestésico asegura que sólo se está midiendo la secreción lagrimal basal.
Resultados de la medida de la función lagrimal básica
Una persona joven normal humedece 15 mm de una tira de papel. Debido a que el hipolagrimeo se produce con el envejecimiento, el 33 % de las personas normales de edad avanzada pueden mojar solo 10 mm en cinco minutos. Las personas con síndrome de Sjögren pueden humedecer menos de 5 mm en cinco minutos.

## Alternativas a la prueba de Schirmer
Aunque esta prueba ha estado disponible durante más de un siglo, varios estudios clínicos han demostrado que no identifica adecuadamente a un gran grupo de pacientes con ojo seco. Últimamente están surgiendo pruebas más nuevas y mejores para poder comprobar la función lagrimal y la producción de lágrimas.
- Hay una prueba que mide una molécula de fijación del hierro llamada lactoferrina. La cantidad de esta molécula parece estar estrechamente relacionada con la producción de lágrimas. Los pacientes con ojos secos y baja producción de lágrimas tienen niveles bajos de esta molécula. Esta prueba puede ser especialmente valiosa para los pacientes con el síndrome de ojo seco, ya que entonces se puede apuntar a las estrategias de tratamiento específicas para dicha enfermedad.

- Las lágrimas también pueden ser analizadas por su contenido de lisozima, una enzima que se encuentra normalmente en las lágrimas.

- Otra prueba implica poner gotas de fluoresceína a los ojos, que contienen un colorante que se coloca en el ojo. El tinte debe drenar con las lágrimas a través del conducto lagrimal hacia la nariz en dos minutos. Si los pacientes no tienen suficientes lágrimas para drenar el tinte hacia la nariz, este tiempo puede ser más largo. Últimamente hay una nueva prueba disponible para medir con más precisión el flujo de colorante fuera del ojo.

## Sequedad ocular
La sequedad de ojos puede pasar por afecciones tales como:
- Envejecimiento
- Deshidratación
- Úlcera de la córnea o una infección de la córnea
- Infecciones de los ojos (por ejemplo conjuntivitis)
- Deficiencia de vitamina A
- Síndrome de Sjögren
- Deficiencia lagrimal secundaria (asociado con trastornos tales como: linfoma, leucemia, la GVHD (enfermedad injerto contra huésped, después de un trasplante), la artritis reumatoide), neuropatía de fibra fina y disautonomía.
- Como un efecto secundario temporal o definitiva de la corrección quirúrgica de la visión como LASIK o PRK

- Parálisis facial periférica. Por lesión del nervio petroso superficial mayor rama del nervio facial cuya función parasimpático inhibe controlando La secreción lagrimal.

La incapacidad de las lágrimas de drenar hacia la nariz puede ocurrir con:
- Algunas infecciones de los ojos
- Obstrucción del conducto lagrimal